# CS Turnu Severin
CS Turnu Severin war ein rumänischer Fußballverein aus Drobeta Turnu Severin. Er spielte in der Saison 2012/13 in der höchsten rumänischen Spielklasse, der Liga 1.

## Geschichte
Turnu Severin wurde im Jahr 2007 in Craiova durch die Fusion von CFR Craiova und Gaz Metan Podari unter dem Namen Gaz Metan CFR Craiova gegründet. Der Verein startete zunächst in der Liga III, wo er die Saison 2007/08 als Zweiter der Staffel 4 hinter Internațional Curtea de Argeș beendete und dadurch den Aufstieg nur knapp verpasste. Ein Jahr später gewann er seine Staffel und stieg in die Liga II auf. Dort konnte der Klub die Spielzeit 2009/10 auf dem siebenten Platz abschließen. Gleichzeitig erreichte Gaz Metan durch einen Erfolg bei Erstligist Ceahlăul Piatra Neamț das Achtelfinale um den rumänischen Pokal, wo Team dem späteren Sieger CFR Cluj mit 0:1 unterlag. Die Saison 2010/11 schloss der Klub auf dem zehnten Platz ab.
Im Sommer 2011 zog der Verein von Craiova nach Drobeta Turnu Severin um, wo nach der Insolvenz des FC Drobeta Turnu Severin kein hochklassiger Klub mehr ansässig war. Infolgedessen benannte er sich in Gaz Metan Severin um. Die Spielzeit 2011/12 schloss der Klub auf dem dritten Rang ab. Da der Staffelsieger FC Timișoara auf den Aufstieg verzichtete, stieg Gaz Metan in die Liga 1 auf. Im Januar 2012 änderte der Verein seinen Namen in CS Turnu Severin. Nach der Saison 2012/13 stieg der Verein als 16. sportlich ab. Zudem wurde ihm wegen zu hoher Schulden die Lizenz entzogen. Kurz darauf wurde der Verein aufgelöst.

## Erfolge
- Aufstieg in die Liga 1: 2012
- Aufstieg in die Liga II: 2009
- Achtelfinale um den rumänischen Pokal: 2010, 2012

## Ehemalige Trainer
- Cosmin Bodea (Sommer 2011 bis November 2011)
- Florin Pârvu (November 2011)
- Marian Bondrea (Dezember 2011 bis August 2012)
- Nicolò Napoli (September 2012 bis Januar 2013)
- Ionel Gane (Januar 2013 bis Sommer 2013)